# Ishirō Honda
Ishirō Honda (本多 猪四郎, Honda Ishirō, 7 de maig de 1911 – 28 de febrer de 1993) va ser un cineasta japonès que va dirigir 44 llargmetratges en una carrera de 59 anys. considerat com un dels cineastes japonesos amb més èxit internacional del segle xx.
Honda va entrar a la indústria del cinema japonès l'any 1934, treballant com a tercer ajudant de direcció a Tadano Bonji: Jinsei Benkyô de Sotoji Kimura. Després de 15 anys de treballar en nombroses pel·lícules com a ajudant de direcció, va debutar com a director amb el curtmetratge documental Ise-Shima (1949). El primer llargmetratge d'Honda, Aoi shinju (1952), va ser un èxit de crítica al Japó en aquell moment i el portaria a dirigir tres pel·lícules de drama posteriors.
El 1954, Honda va dirigir i coescriure Godzilla, que es va convertir en un èxit de taquilla al Japó, i va ser nominada a dos premis de l'Associació de pel·lícules japoneses, va guanyar un premi al millor efectes especials però va perdre davant Els set samurais d'Akira Kurosawa en el premi a la millor pel·lícula. A causa de l'èxit de la pel·lícula al Japó, va generar una franquícia multimèdia, reconeguda per Guinness World Records com la franquícia de pel·lícules més llarga de la història. La pel·lícula no sols va establir els gèneres kaiju i tokusatsu, sinó que va ajudar a Honda a obtenir reconeixement internacional que el va portar a dirigir nombroses pel·lícules de tokusatsu que encara avui s'estudien i es veuen.
Després de dirigir la seva vuitena i última pel·lícula Godzilla el 1975, Honda es va retirar del cinema. L'antic company i amic d'Honda, Akira Kurosawa, però, el persuadiria de sortir de la seva jubilació a finals dels anys setanta i actuar com a mà dreta en les seves últimes cinc pel·lícules.

## Primers anys

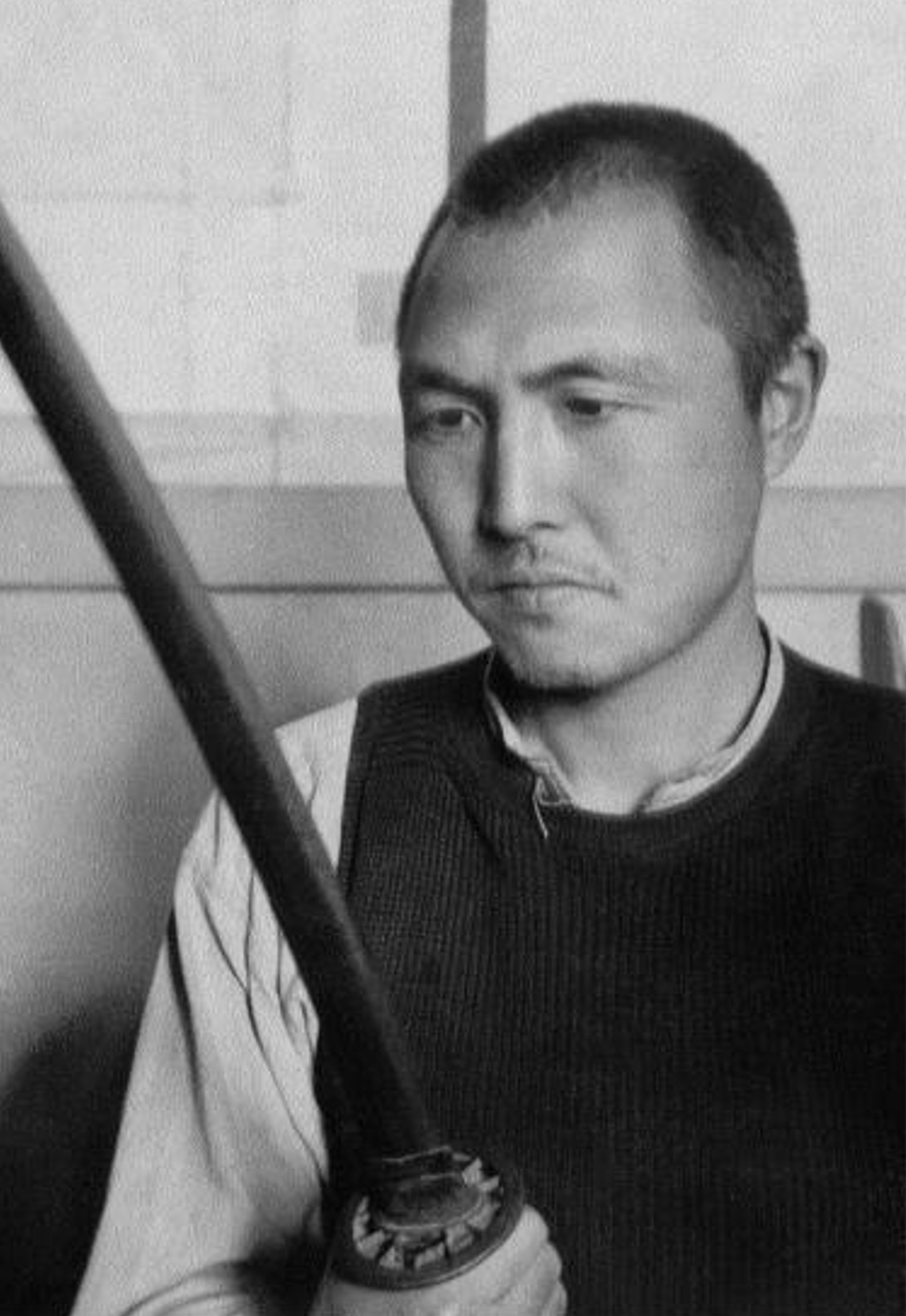
Honda practicant Kendo a finals dels anys 1920

Honda va néixer a Asahi, Prefectura de Yamagata (ara part de la ciutat de Tsuruoka), el cinquè fill i petit d'Hokan i Miyo Honda. El seu pare Hokan era l'abat del temple Honda Ryuden-in. Havent nascut al'any del senglar, el seu nom és una combinació derivada de les paraules japoneses per a senglar ("Inoshishi") i quart fill ("shiro"). Tenia tres germans: Takamoto, Ryokichi, Ryuzo, i una germana: Tomi, que va morir de nena. El pare i l'avi d'Honda eren monjos budistes a Churen-ji, un temple del mont Yudono, on els Honda vivien en una habitatge propietat del temple. Els Honda cultivaven arròs, patates, daikon raves i pastanagues, i també feien i venien miso i salsa de soja. La família també va rebre ingressos d'una granja d'arnes de seda gestionada per un dels germans d'Honda. El pare d'Honda guanyava ingressos durant els estius venent devocions a la prefectura d'Iwate, prefectura d'Akita i Hokkaido i tornava a casa abans de l'hivern.
Mentre que els germans d'Honda rebien tutories religioses als setze anys, Honda estava aprenent sobre ciència. Takamoto, que es va convertir en metge militar, va animar Honda a estudiar i li va enviar revistes científiques per ajudar-lo, que va iniciar l'amor d'Honda per la lectura i la curiositat científica.
El 1921, quan Honda tenia deu anys, Hokan es va convertir en l'abat del temple Io-ji a Tòquio, i la família es va traslladar al barri de Takaido a Suginami. Tot i que a casa era un estudiant d'honor, les notes d'Honda van baixar a Tòquio i a l'escola secundària; va lluitar amb temes que implicaven equacions com la química, la biologia i l'àlgebra.
Després que el seu pare es traslladés a un altre temple, Honda es va matricular a l'escola primària Tachibana de Kawasaki i més tard a la secundària Kogyokusha, on Honda va estudiar kendo, tir amb arc i natació atlètica, però ho va abandonar després d'esquinçar-se el tendó d'Aquil·les. Honda va conèixer a Kimi Yamazaki el 1937 i li va proposar matrimoni el 1939. Els pares d'Honda i la mare de Kimi els van donar suport, però sobtadament el pare de Kimi es va oposar al compromís. Encara que el pare de Kimi no va aprovar mai el seu matrimoni, no obstant això, li va enviar 1.000 ¥ en saber que estava embarassada. En lloc de tenir una cerimònia de casament tradicional, els dos simplement van signar documents a l'ajuntament, van presentar els seus respectes al santuari Meiji i se'n van anar a casa.

### Educació cinematogràfica
Honda es va interessar per les pel·lícules quan ell i els seus companys de classe es reunien per veure una de les obres fotogràfiques d'Universal Bluebird. Honda sovint entrava a les sales de cinema sense el permís dels seus pares. Per les pel·lícules mudes del Japó d'aquella època, els textos a la pantalla es van substituir per benshi, narradors que es situaven al costat de la pantalla i oferien comentaris en directe, que Honda va trobar més fascinant que les pel·lícules en si. El germà d'Honda, Takamoto, esperava que Honda es convertís en dentista i s'incorporés a la seva clínica a Tòquio, però en canvi, Honda va sol·licitar a la Universitat de Nihon el programa principal de cinema del seu departament d'art i va ser acceptat el 1931. El departament de cinema va ser un programa pilot, que va provocar males condicions desorganitzades per la classe i cancel·lacions del professor de tant en tant. Tot i que això va obligar a altres estudiants a renunciar, Honda va utilitzar els períodes cancel·lats per veure pel·lícules als cinemes, on va prendre notes personals.
Honda i quatre dels seus companys van llogar una habitació a Shinbashi, a pocs quilòmetres de la seva universitat, on es reunien després de l'escola per parlar de pel·lícules. Honda esperava que el grup col·laborés en un guió, però principalment van socialitzar i beure. Honda va assistir a un saló de crítics i estudiants de cinema, però gairebé no hi va participar, preferia escoltar. Mentre estava a l'escola, Honda va conèixer Iwao Mori, un executiu encarregat de la producció de P.C.L. L'agost de 1933, Mori va oferir llocs de treball de nivell inicial a PCL a uns quants estudiants, inclòs Honda. Honda va acabar els seus estudis mentre treballava a l'estudi i es va convertir en assistent de direcció, cosa que el va obligar a ser guionista al departament d'edició. Finalment, Honda es va convertir en un tercer assistent de direcció a l'estudi Tadano Bonji: Jinsei Benkyô de Sotoji Kimura (1934). Tot i això, Honda va rebre un avís de conscripció militar.

## Servei militar

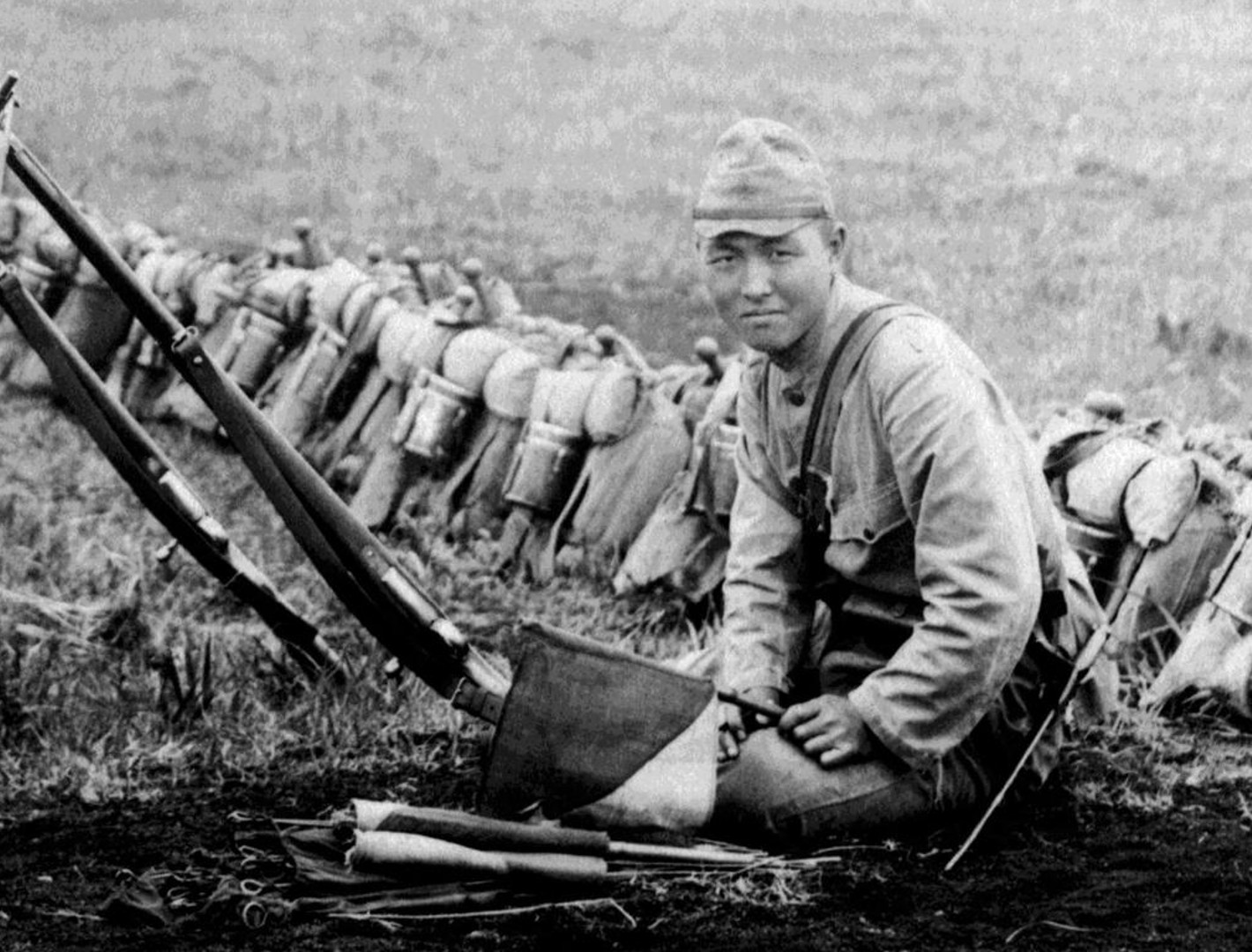
Honda a la Xina, finals dels 1930

Als vint-i-tres anys d'edat, Honda va ser reclutat a l'Exèrcit Imperial Japonès a la tardor de 1934. Tot i rebre una nota d'aprovació en el seu examen físic, no va ser obligat a presentar-se per al seu servei immediat. Mentre esperava que el cridessin, Honda va continuar treballant a P.C.L. Honda va ser cridat al servei el gener de 1935 i va ser allistat a la Primera Divisió, Primer Regiment d'Infanteria a Tòquio. En aquell moment, Honda va començar la seva formació al nivell inicial d'Ippeisotsu, l'equivalent a la primera classe de suboficials.
El 1936, l'antic comandant d'Honda, Yasuhide Kurihara, va llançar un cop d'estat contra el govern civil, el que s'anomenaria l'Incident del 26 de febrer. Tot i que Honda no va tenir cap implicació en el cop d'estat, tots els associats amb Kurihara eren considerats perillosos i, com a resultat, Honda i el seu regiment van ser enviats a Manxukuo el 1936, sota pretext qüestionable. Honda hauria completat els 18 mesos restants de servei si no hagués estat pel cop d'estat i seria convocat una vegada i una altra durant la resta de la guerra.
Honda va ser retirat al servei a mitjans de desembre de 1939, una setmana abans que naixés la seva filla, Takako. Després d'haver pujat de rang, Honda va poder visitar la seva dona i la seva filla a l'hospital, però després va haver de marxar immediatament a la Xina. Entre 1940 i 1941, Honda va ser assignat per gestionar una "estació de confort", un eufemisme per als prostíbuls establerts en zones ocupades. Honda escriuria més tard un assaig titulat Reflexions d'un oficial a càrrec de les dones de confort publicat a Movie Art Magazine l'abril de 1966, detallant les seves experiències i altres experiències de dones de confort treballant en estacions de confort.
Honda tornaria a casa el desembre de 1942, només per trobar que a P.C.L. (ara rebatejat com a Toho en aquell moment) es van veure obligats a produir propaganda per donar suport a l'esforç de guerra. El govern va prendre el control de la indústria cinematogràfica japonesa l'any 1939, modelant l'aprovació de les lleis cinematogràfiques d'acord amb les polítiques nazis on els guions i les pel·lícules es revisaven perquè recolzessin l'esforç de guerra i els cineastes que no complissin eren castigats o pitjor. El fill d'Honda, Ryuji, va néixer el 31 de gener de 1944, però, Honda va rebre un altre avís d'incorpiració el març de 1944. Se'l va assignar cap a les Filipines, però la seva unitat va perdre el vaixell i va ser enviat de tornada a la Xina. en canvi. Per fortuna d'Honda, el conflicte a la Xina va ser menys intens que al Pacífic i al sud-est asiàtic. Honda es va convertir en sergent i s'encarregava del comerç i la comunicació amb els civils. Honda mai va ordenar als xinesos com a soldat i els va respectar al màxim.
Honda va ser finalment capturat per l'Exèrcit Nacional Revolucionari Xinès i traslladat a una zona entre Pekin i Xangai durant un any abans que acabés la guerra. Durant el seu empresonament, Honda va declarar haver estat ben tractat i fins i tot va fer amistat amb els habitants i dels monjos del temple, que li van oferir quedar-se permanentment, però Honda es va negar respectuosament perquè volia trobar la seva dona i els seus fills. Com a obsequi de comiat, els locals van donar a Honda fragments de proverbis xinesos, impresos a partir de talles de pedra dels temples. Honda escriuria més tard aquests versos al darrere dels seus guions.
Durant la seva última gira, Honda va escapar de la mort a prop de Hankou quan un obús de morter va caure davant seu, però no va detonar. Quan va acabar la batalla, Honda va tornar més tard per recuperar la closca i la va portar a casa al Japó, on la va col·locar al damunt del seu escriptori al seu estudi privat fins a la seva mort. Després, Honda va tornar a casa el març de 1946; no obstant això, durant la major part de la seva vida, fins i tot quan era vell, Honda tindria malsons sobre la guerra dues o tres vegades a l'any. Durant tot el seu servei militar, Honda va servir tres reclutaments, amb un total de sis anys servint al front.

## Carrera

### Retorn

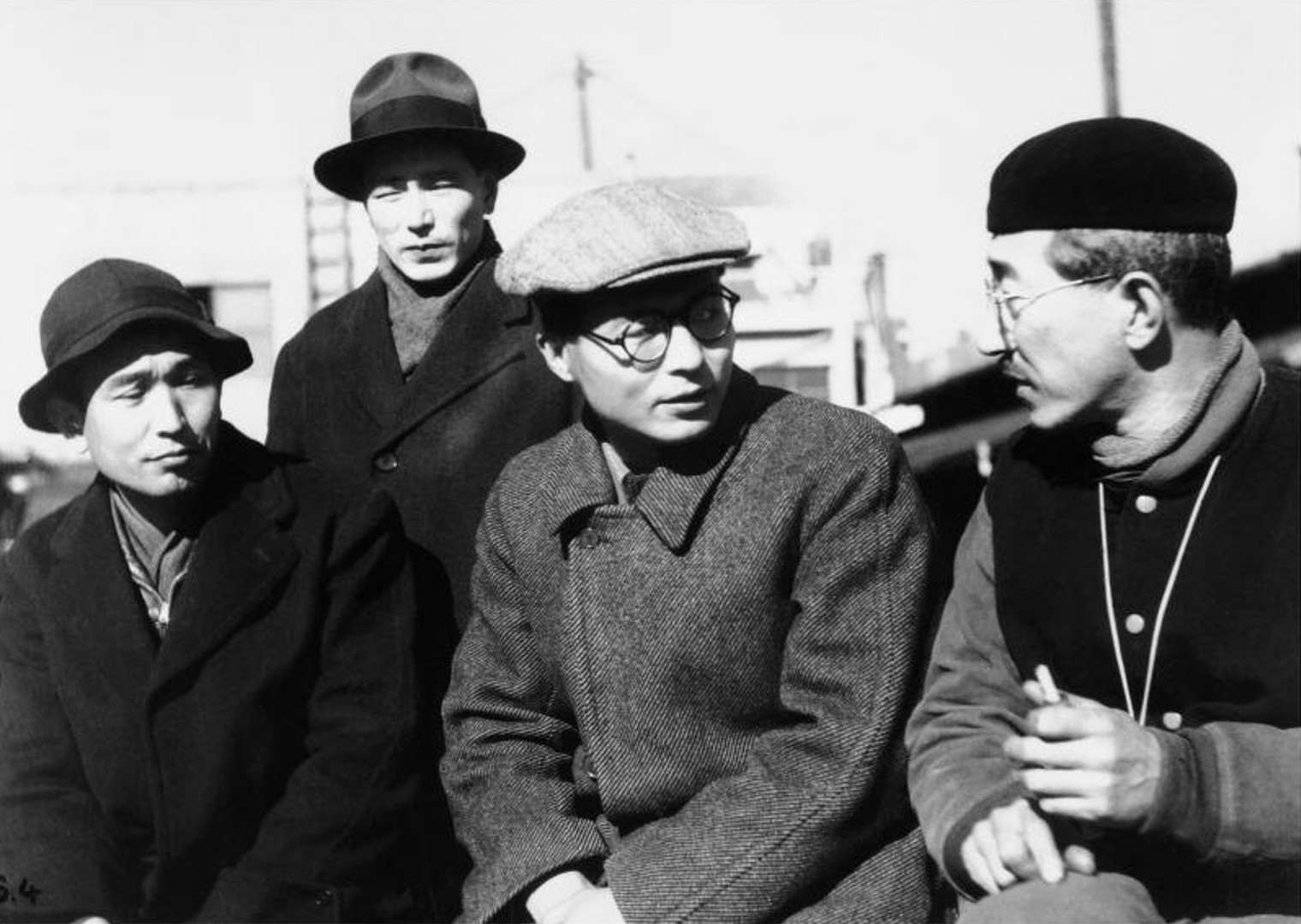
From the left: Akira Kurosawa, Honda, i Senkichi Taniguchi amb llur mentor Kajirō Yamamoto, a finals dels anys 1930

Honda va tornar a treballar a Tōho com a assistent de direcció. El 1946, va treballar en Juichinin no jogakusei de Motoyoshi Oda, el 1947 a Chikagai nijuyojikan (codirigida per Tadashi Imai, Hideo Sekigawa, i Kiyoshi Kusuda) i Shin baka jidai dirigida per Kajirō Yamamoto. A causa de problemes amb els sindicats i els empleats de Toho, molts van marxar per formar Shintoho. Kunio Watanabe va intentar convèncer Honda per unir-se a Shintoho, amb la promesa que Honda es convertiria en director més ràpid, però Honda va optar per mantenir-se neutral i es va quedar a Toho. Tot i lluitar per Toho, Honda va treballar en un grapat de pel·lícules produïdes per Film Arts Associates Productions.
Entre setembre i octubre de 1948, Honda va estar a la península de Noto treballant a Kaze no ko de Kajirō Yamamoto, el primer llançament de Film Arts. De gener a març de 1949, Honda va tornar a treballar amb Yamamoto a Haru no tawamure. Entre juliol i setembre de 1949, Honda es va reunir amb el seu amic Akira Kurosawa  i va començar a treballar com a assistent de direcció cap a Nora inu de Kurosawa. Honda va dirigir principalment la fotografia de la segona unitat, totes les imatges que van agradar a Kurosawa i que ha afirmat que "deu molt" a Honda per captar l'atmosfera de postguerra de la pel·lícula. El 1950, Honda va treballar en dues pel·lícules de Kajirō Yamamoto: Escape from Prison i Elegy, l'última pel·lícula produïda per Film Art Associations. Honda també havia treballat com a assistent de direcció a Akatsuki no Dassō de Senkichi Taniguchi.

### Documentals
El 1949, abans de ser ascendit a director de llargmetratges, Honda va haver de dirigir documentals per a la Divisió de Pel·lícules Educatives de Toho. De vegades, Toho feia servir projectes documentals com a proves per als ajudants de direcció per convertir-se en directors. El debut com a director d'Honda va ser el documental Ise-Shima, un film destacat de vint minuts. de les atraccions culturals d'Ise-Shima. Va ser encarregat pels funcionaris locals per impulsar el turisme al parc nacional. La pel·lícula cobreix una breu història del Gran Santuari d'Ise, la gent local, l'economia i les granges de perles. La pel·lícula també destaca per ser la primera pel·lícula japonesa utilitzar amb èxit la fotografia submarina. Honda originalment volia utilitzar una petita nau semblant a un submarí, però la idea es va descartar per problemes de pressupost i seguretat. En canvi, els bussejadors professionals van ajudar amb la producció. Honda havia encarregat a un company tècnic de càmeres que va dissenyar i construir una carcassa de metall i vidre hermètica, impermeable, per a una càmera compacta de 35 mil·límetres.
Ise-Shima es va completar el juliol de 1949 i es va convertir en un èxit per a Toho. Després, el documental es va vendre a diversos territoris europeus. El documental va desaparèixer durant molt de temps fins que va ressorgir a la televisió per cable japonesa el 2003. Poc després, Honda va començar a treballar amb Akira Kurosawa a Nora inu. En El 1950, Honda va començar la preproducció a Newspaper Kid, que hauria estat el debut com a director de llargmetratges d'Honda, però, el projecte va ser cancel·lat. En comptes d'això, Honda va començar a treballar en un altre documental titulat Story of a Co-op (AKA Flowers Blooming in the Sand i Co-op Way of Life)
Story of a Co-op va ser un documental sobre l'auge de les cooperatives de consum al Japó de la postguerra. També va ser escrit per Honda, amb la producció supervisada per Jin Usami i amb el suport del Ministeri de Salut i Benestar. Alguns registres van indicar que es va utilitzar una mica d'animació per explicar les funcions de les cooperatives, però aquests informes no s'han confirmat. La pel·lícula es va acabar el 6 d'octubre de 1950 i des de llavors s'ha perdut. Tot i això, Honda va recordar que la pel·lícula va tenir prou èxit com per convèncer Toho perquè assignés a Honda el seu primer llargmetratge.

## Llargmetratges

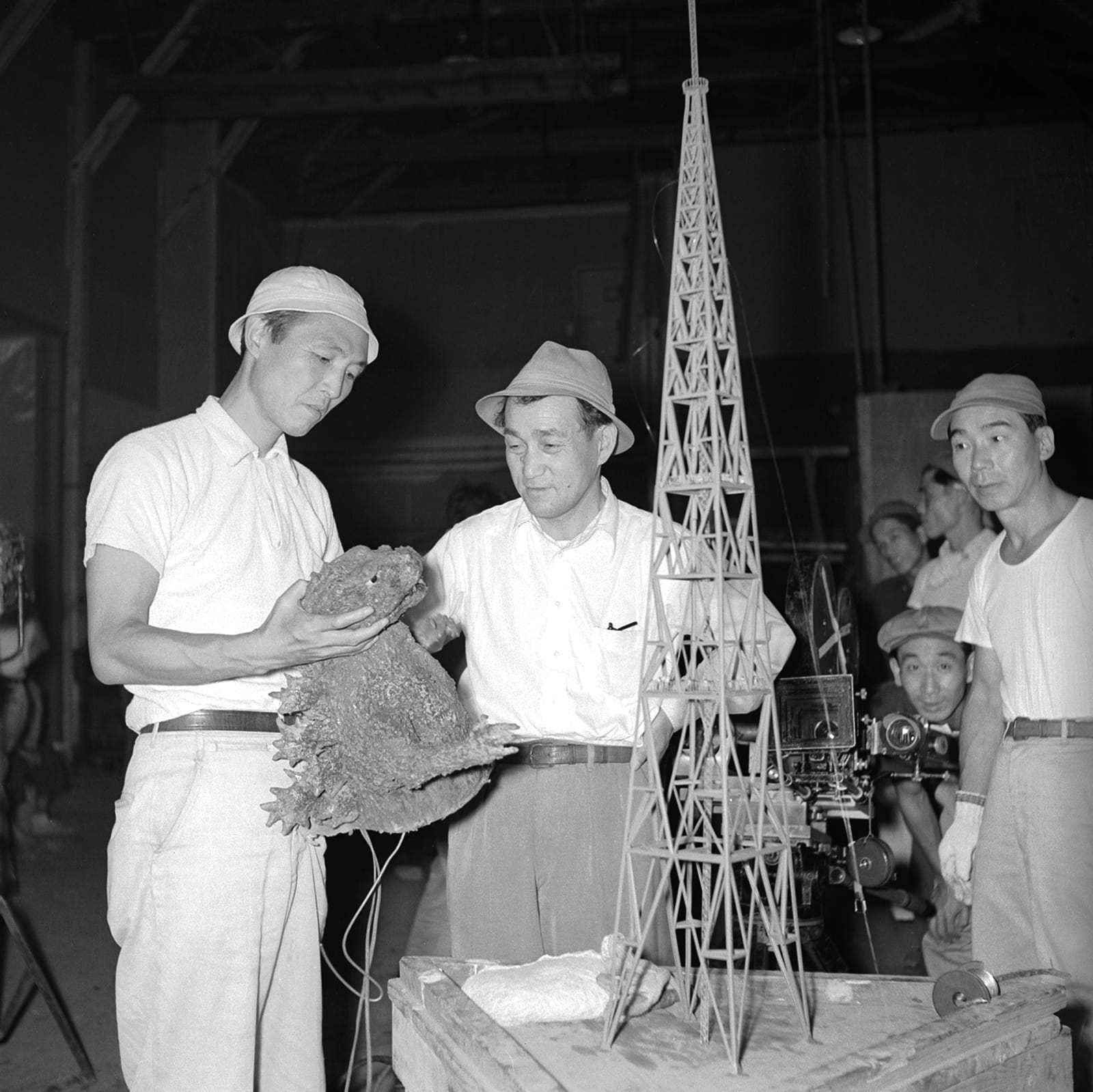
Honda (esquerra) treballant amb el director d'efectes especials Eiji Tsuburaya (centre) al plató de Godzilla (1954)

Entre el rodatge dels documentals, Toho havia ofert a Honda l'oportunitat de desenvolupar i dirigir una pel·lícula de guerra titulada Kamikaze Special Attack Troop. Aleshores, Toho va optar per no continuar amb el projecte després de trobar que el guió d'Honda, que criticava obertament els líders de la Segona Guerra Mundial, era massa greu i realista. Honda va recordar que l'estudi va considerar que era "massa aviat després de la guerra" per produir una pel·lícula d'aquest tipus. Si el projecte hagués prosseguit, hauria estat el primer llargmetratge de direcció d'Honda. El guió s'ha perdut des de llavors.
Als 40 anys, Honda va completar el seu primer llargmetratge Aoi Shinju. Estrenat el 3 d'agost de 1951, va ser un dels primers llargmetratges japonesos que va utilitzar la fotografia submarina i la primera pel·lícula d'estudi a rodar a la regió d'Ise-Shima. Honda va optar inicialment per no dirigir pel·lícules bèl·liques, però va canviar la seva ment després que Toho li oferés que dirigís Taiheiyo no washi, una pel·lícula sobre Isoroku Yamamoto, una figura amb qui Honda va compartir els mateixos sentiments respecte a la guerra. Va ser la primera pel·lícula on Honda va col·laborar amb Eiji Tsuburaya.
Va dirigir l'original Godzilla juntament amb King Kong vs. Godzilla (1962), Mothra vs. Godzilla (1964), Kaijū Sōshingeki (1968), i molts altres fins al 1975. També va dirigir pel·lícules de tokusatsu com ara Rodan, Mothra i La batalla dels simis gegants. Els anys següents es van dedicar a dirigir diversos programes de televisió de ciència-ficció. Els programes del superheroi Return of Ultraman, Mirrorman i Zone Fighter també eren seus. A més, va dirigir la pel·lícula de culte Matango. Honda es va retirar del cinema després de dirigir Mechagodzilla no Gyakushū el 1975,, però el seu vell amic i antic mentor Akira Kurosawa el va convèncer de tornar com a assessor de direcció, coordinador de producció i consultor creatiu en les seves últimes cinc pel·lícules. 

## Filmografia selecta
| Any  | Títol                                                    | Director | Director assistent | Guionista | Actor | Notes                                                    | Ref(s)        |
| ---- | -------------------------------------------------------- | -------- | ------------------ | --------- | ----- | -------------------------------------------------------- | ------------- |
| 1935 | Otome-gokoro sannin shimai                               | No       | Sí                 | No        | No    | 2n director assistent                                    | [ 24 ]        |
| 1937 | A Husband's Chastity                                     | No       | Sí                 | No        | No    | Amb Akira Kurosawa                                       | [ 51 ]        |
| 1937 | Nadare                                                   | No       | Sí                 | No        | No    | Amb Akira Kurosawa                                       | [ 52 ]        |
| 1937 | Enoken's Chakiri Kinta Part 1                            | No       | Sí                 | No        | No    | 2n director assistent                                    | [ 52 ]        |
| 1937 | Enoken's Chakiri Kinta Part 2                            | No       | Sí                 | No        | No    | Amb Akira Kurosawa                                       | [ 53 ]        |
| 1937 | Ninjō Kami Fūsen                                         | No       | Sí                 | No        | No    |                                                          | [ 54 ]        |
| 1938 | Chinetsu                                                 | No       | Sí                 | No        | No    | Amb Akira Kurosawa                                       | [ 55 ]        |
| 1938 | Tojuro no koi                                            | No       | Sí                 | No        | No    | Amb Akira Kurosawa                                       | [ 56 ]        |
| 1938 | Tsuruhachi to Tsurujiro                                  | No       | Sí                 | No        | No    | 3r director assistent                                    | [ 54 ]        |
| 1938 | Chokorēto to Heitai                                      | No       | Sí                 | No        | No    | director assistent en cap                                | [ 57 ]        |
| 1941 | Uma                                                      | No       | Sí                 | No        | No    | Amb Hiromichi Horikawa                                   | [ 58 ]        |
| 1944 | Kato hayabusa sento-tai                                  | No       | Sí                 | No        | No    |                                                          | [ 59 ]        |
| 1947 | 24 Hours in an Underground Market                        | No       | Sí                 | No        | No    |                                                          | [ 13 ]        |
| 1947 | The New Age of Fools                                     | No       | Sí                 | No        | No    |                                                          | [ 35 ]        |
| 1947 | Haru no Kyōen                                            | No       | Sí                 | No        | No    |                                                          | [ 13 ]        |
| 1949 | Child of the Wind                                        | No       | Sí                 | No        | No    |                                                          | [ 35 ]        |
| 1949 | Flirtation in Spring                                     | No       | Sí                 | No        | No    |                                                          | [ 35 ]        |
| 1949 | Nora inu                                                 | No       | Sí                 | No        | No    | Director assistent en cap                                | [ 60 ]        |
| 1949 | Ise-Shima                                                | Sí       | No                 | No        | No    |                                                          | [ 41 ]        |
| 1950 | Akatsuki no dassō                                        | No       | Sí                 | No        | No    |                                                          | [ 39 ]        |
| 1950 | Escape from Prison                                       | No       | Sí                 | No        | No    |                                                          | [ 38 ]        |
| 1950 | A Story of a Co-op                                       | Sí       | No                 | No        | No    |                                                          | [ 61 ]        |
| 1951 | Elegy                                                    | No       | Sí                 | No        | No    |                                                          | [ 38 ]        |
| 1951 | Aoi Shinju                                               | Sí       | No                 | Sí        | No    |                                                          | [ 62 ]        |
| 1952 | Nangoku no hada                                          | Sí       | No                 | Sí        | No    |                                                          | [ 63 ]        |
| 1952 | Minato e kita otoko                                      | Sí       | No                 | Sí        | No    |                                                          | [ 64 ]        |
| 1953 | Zoku shishunki                                           | Sí       | No                 | No        | No    |                                                          | [ 65 ]        |
| 1953 | Taiheiyo no washi                                        | Sí       | No                 | No        | No    |                                                          | [ 66 ]        |
| 1954 | Saraba Rabauru                                           | Sí       | No                 | No        | No    |                                                          | [ 67 ]        |
| 1954 | Godzilla                                                 | Sí       | No                 | Sí        | Sí    | Treballador de planta elèctrica                          | [ 68 ] [ 69 ] |
| 1955 | Koi-gesho                                                | Sí       | No                 | No        | No    |                                                          | [ 70 ]        |
| 1955 | Oen-san                                                  | Sí       | No                 | No        | No    |                                                          | [ 71 ]        |
| 1955 | Jūjin yuki otoko                                         | Sí       | No                 | No        | No    |                                                          | [ 72 ]        |
| 1956 | Tōkyō no hito sayōnara                                   | Sí       | No                 | Sí        | No    |                                                          | [ 73 ]        |
| 1956 | Yakan chūgaku                                            | Sí       | No                 | No        | No    |                                                          | [ 61 ]        |
| 1956 | Wakai ki                                                 | Sí       | No                 | No        | No    |                                                          | [ 61 ]        |
| 1956 | Els fills del volcà (Rodan)                              | Sí       | No                 | No        | No    |                                                          | [ 74 ]        |
| 1957 | Kono futari ni sachi are                                 | Sí       | No                 | No        | No    |                                                          | [ 75 ]        |
| 1957 | Wakare no chatsumi-uta                                   | Sí       | No                 | Sí        | No    |                                                          | [ 76 ]        |
| 1957 | Waga mune ni niji wa kiezu                               | Sí       | No                 | No        | No    |                                                          | [ 76 ]        |
| 1957 | Wakare no chatsumi-uta shimai-hen: Oneesan to yonda hito | Sí       | No                 | Sí        | No    |                                                          | [ 77 ]        |
| 1957 | Chikyū Bōeigun                                           | Sí       | No                 | No        | No    |                                                          | [ 78 ]        |
| 1958 | Hanayome sanjuso                                         | Sí       | No                 | No        | No    |                                                          | [ 79 ]        |
| 1958 | Bijo to Ekitai-ningen                                    | Sí       | No                 | No        | No    |                                                          | [ 80 ]        |
| 1958 | Daikaijū Baran                                           | Sí       | No                 | No        | No    |                                                          | [ 81 ]        |
| 1959 | An Echo Calls You                                        | Sí       | No                 | No        | No    |                                                          | [ 82 ]        |
| 1959 | Inao, Story of an Iron Arm                               | Sí       | No                 | No        | No    |                                                          | [ 83 ]        |
| 1959 | Seniors, Juniors, Co-workers                             | Sí       | No                 | No        | No    |                                                          | [ 84 ]        |
| 1959 | Batalla a l'espai exterior                               | Sí       | No                 | No        | No    |                                                          | [ 85 ]        |
| 1960 | Gasu Ningen Daiichigō                                    | Sí       | No                 | No        | No    |                                                          | [ 86 ]        |
| 1961 | Mothra                                                   | Sí       | No                 | No        | No    |                                                          | [ 87 ]        |
| 1961 | A Man in Red                                             | Sí       | No                 | No        | No    |                                                          | [ 88 ]        |
| 1962 | Gorath                                                   | Sí       | No                 | No        | No    |                                                          | [ 89 ]        |
| 1962 | King Kong vs. Godzilla                                   | Sí       | No                 | No        | No    |                                                          | [ 90 ]        |
| 1963 | Matango                                                  | Sí       | No                 | No        | No    |                                                          | [ 91 ]        |
| 1963 | Atragon                                                  | Sí       | No                 | No        | No    |                                                          | [ 92 ]        |
| 1964 | Godzilla i el repte de Mothra                            | Sí       | No                 | No        | No    |                                                          | [ 93 ]        |
| 1964 | Dogora                                                   | Sí       | No                 | No        | No    |                                                          | [ 94 ]        |
| 1964 | Ghidorah, el drac de tres caps                           | Sí       | No                 | No        | No    |                                                          | [ 95 ]        |
| 1965 | Furankenshutain tai Chitei Kaijū Baragon                 | Sí       | No                 | No        | No    |                                                          | [ 96 ]        |
| 1965 | Godzilla contra el monstre de l'espai                    | Sí       | No                 | No        | No    |                                                          | [ 97 ]        |
| 1966 | La batalla dels simis gegants                            | Sí       | No                 | Sí        | No    |                                                          | [ 98 ]        |
| 1966 | Come Marry Me                                            | Sí       | No                 | No        | No    |                                                          | [ 99 ]        |
| 1966 | Gojira, Ebira, Mosura Nankai no Daikettō                 | No       | No                 | No        | No    | Editor; Toho Champion Festival re-release                | [ 100 ]       |
| 1967 | Kingu Kongu no Gyakushū                                  | Sí       | No                 | No        | No    |                                                          | [ 101 ]       |
| 1967 | Kaijū Shima no Kessen: Gojira no Musuko                  | No       | No                 | No        | No    | Editor; Toho Champion Festival re-release                | [ 100 ]       |
| 1968 | Kaijū Sōshingeki                                         | Sí       | No                 | Sí        | No    |                                                          | [ 102 ]       |
| 1969 | Ido Zero Daisakusen                                      | Sí       | No                 | No        | No    |                                                          | [ 103 ]       |
| 1969 | Gojira Minira Gabara Ōru Kaijū Daishingeki               | Sí       | No                 | No        | No    | També director d’efectes especials                       | [ 104 ]       |
| 1970 | Gezora, Ganime, Kamēba: Kessen! Nankai no Daikaijū       | Sí       | No                 | No        | No    |                                                          | [ 105 ]       |
| 1972 | Mirāman                                                  | Sí       | No                 | No        | No    | Curtmetratge, estrena cinematogràfica del primer episodi | [ 106 ]       |
| 1975 | Mechagodzilla no Gyakushū                                | Sí       | No                 | No        | No    |                                                          | [ 107 ]       |
| 1980 | Kagemusha                                                | No       | No                 | No        | No    | Coordinador de producció director 2a unitat              | [ 108 ]       |
| 1985 | Ran                                                      | No       | No                 | No        | No    | Director Conseller                                       | [ 109 ]       |
| 1986 | Toho Unused Special Effects Complete Collection          | No       | No                 | No        | No    | Entrevistat                                              | [ 13 ]        |
| 1987 | The Drifting Classroom                                   | No       | No                 | No        | Sí    | Avi                                                      | [ 110 ]       |
| 1987 | Come Back Hero                                           | No       | No                 | No        | Sí    | Sacerdot a la cerimònia                                  | [ 49 ]        |
| 1988 | Ijintachi to no Natsu                                    | No       | No                 | No        | Sí    | Venedor al carrer                                        | [ 110 ]       |
| 1990 | Somnis                                                   | No       | No                 | No        | No    | Assessor creatiu                                         | [ 111 ]       |
| 1991 | Hachigatsu no kyōshikyoku                                | No       | No                 | No        | No    | Director associat                                        | [ 112 ]       |
| 1993 | Madadayo                                                 | No       | No                 | Sí        | No    | Assessor del director                                    | [ 113 ]       |
| 1993 | Mizu no Tabibito Samurai Kiddzu                          | No       | No                 | No        | Sí    | Avi mort [retrat; pòstum]                                | [ 110 ]       |
| 1994 | Turning Point                                            | No       | No                 | No        | Sí    | Fotografia; pòstum                                       | [ 114 ]       |
| 1996 | Rebirth of Mothra                                        | No       | No                 | No        | Sí    | Retrat; pòstum                                           | [ 13 ]        |